# Königsberg, Prusia

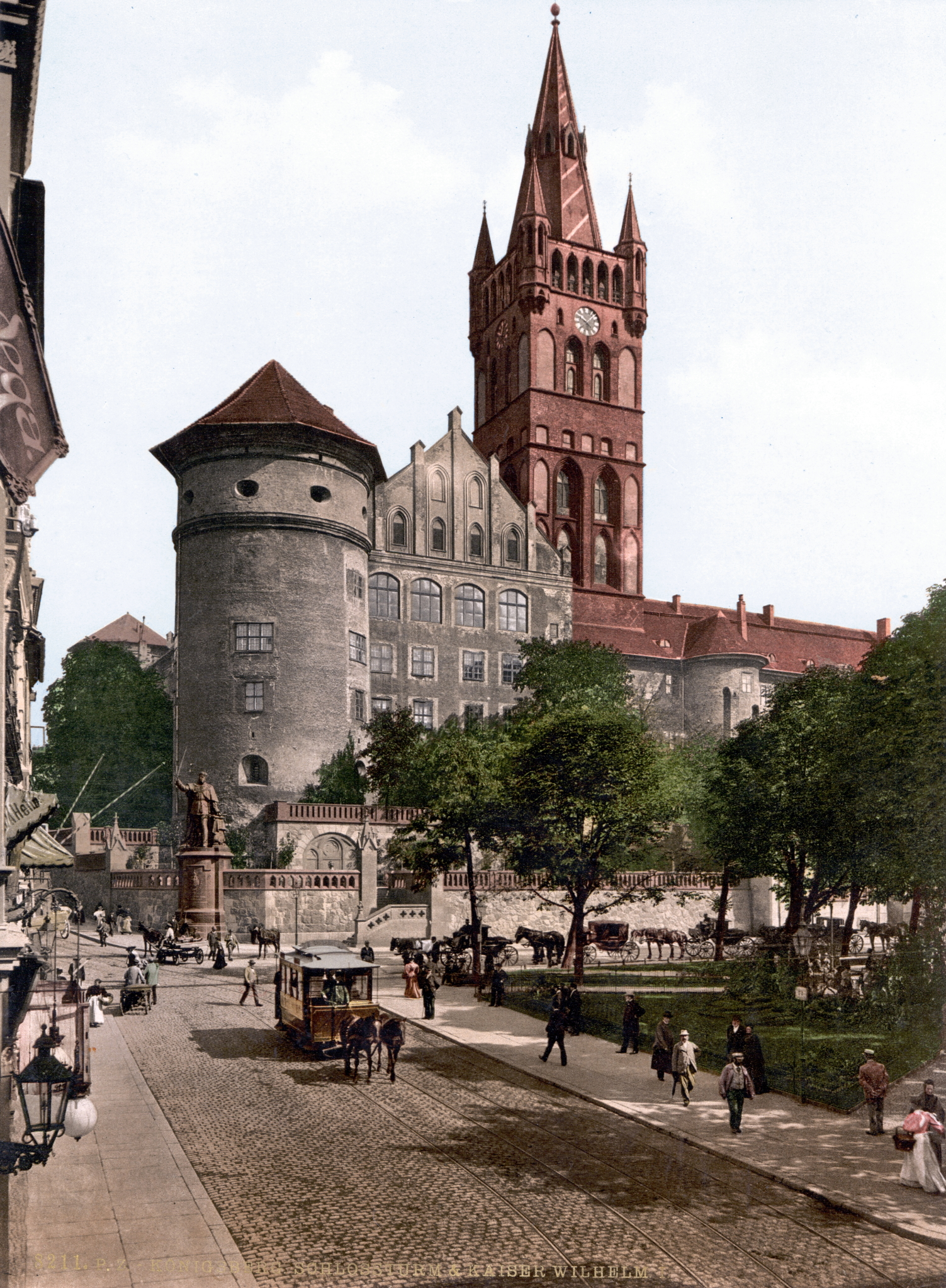
Castelul de la Königsberg, înainte de primul război mondial

Königsberg (denumire oficială Königsberg in Preußen, în poloneza veche Królewiec) era capitala Prusiei Răsăritene din evul mediu târziu până în 1945, când sovieticii l-au ocupat și l-au redenumit Kaliningrad în 1946.

## Istoric
Orașul a fost fondat în 1255 și numit în cinstea regelui Otakar al II-lea al Boemiei de către Ordinul teutonic în timpul misiunii sale de creștinizare a Prusiei (Cruciada nordică), care era populată de păgâni baltici. A fost construit pe vechea așezare Twangste.